# Naga Sari (Mestong)
Naga Sari is een bestuurslaag in het regentschap Muaro Jambi van de provincie Jambi, Indonesië. Naga Sari telt 1657 inwoners (volkstelling 2010).